# J/FPS-2

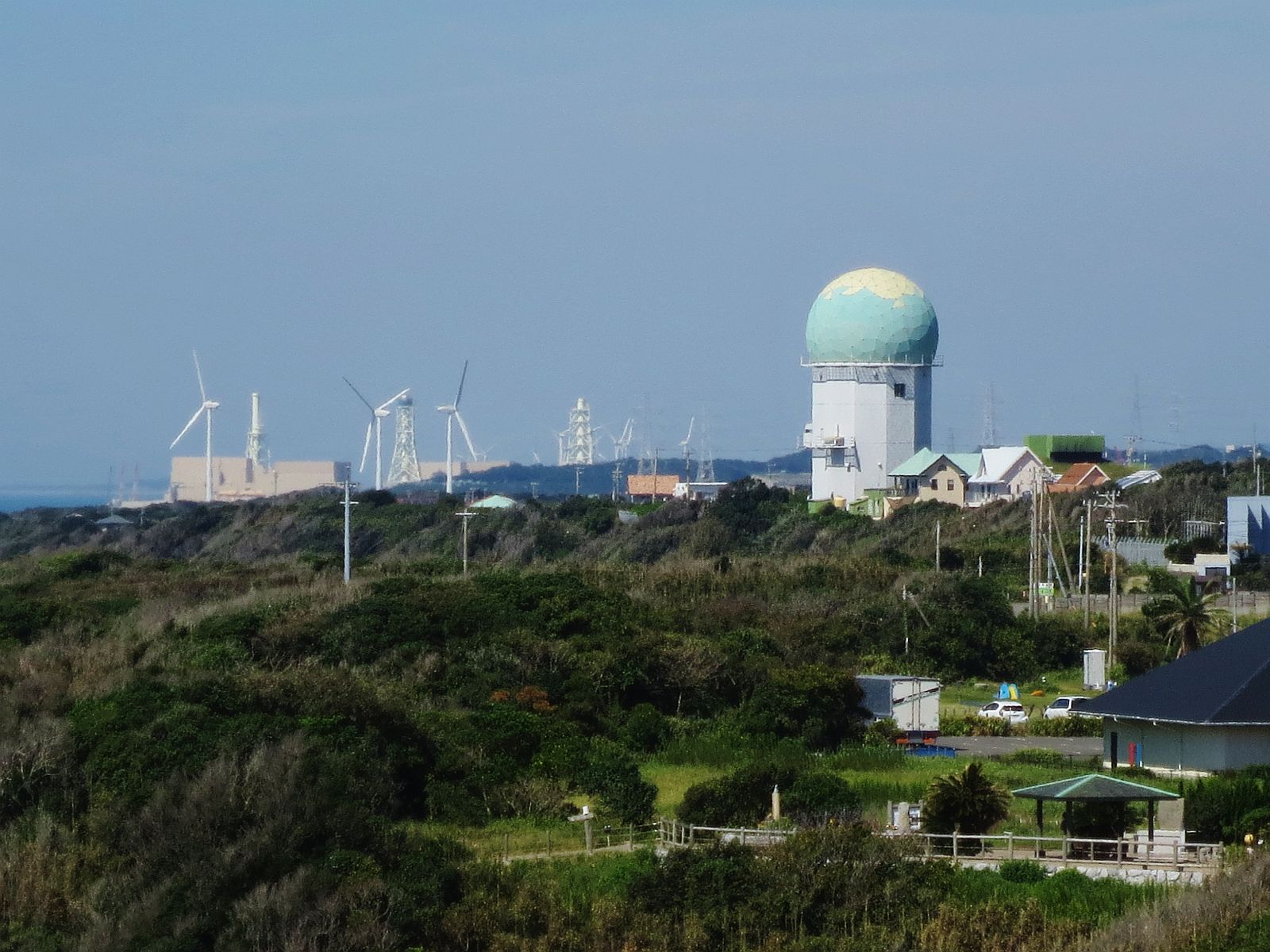

J/FPS-2는 일본의 항공 자위대 에 의해 운용되고 있는 지상 레이다의 일종이다. 고정 레이다 사이트 운영되는 대공 경계 용 레이다 ( 3 차원 레이다 )이다. 고도 측정은 전자 스캐닝이며 위상 배열 레이다가 있고 안테나 자체는 모든 수평 방향을 감시가 가능하도록 360도 회전된다. 일본 전기의 제조 호칭은 NPG-880이다. 1980년대부터 본격적으로 배치됐으며 현재는 능력 향상을 도모하기위한 보수 작업이 실시되고있다. 운용 개시부터 20년 이상과 퇴화가 진행되고 있으며, 일부는 J/FPS-5와 J/FPS-7로 업그레이드도 했다.

## 배치
- 네무 분 툰 기지 (제 26 경계 부대) : 1982년부터 운용.
- 왓 카나이 분 툰 기지 (제 18 경계 부대) : 1987년부터 2017년까지 운용. 2022년을 목표로 J / FPS-7로 업데이트 예정.

- 오 미나토 분 툰 기지 (제 42 경계 군) : 1980년부터 2007년까지 운영, 2010년 말보다 J / FPS-5로 업데이트.

- 야마다 분 툰 기지 (제 37 경계 부대) : 1989년부터 운용.

- 사도 분 툰 기지 (제 46 경계 부대) : 2010년까지 운영, 2010년 7월부터 J / FPS-5로 업데이트.

- 오마에 자키 분 툰 기지 (제 22 경계 부대) : 1983년부터 운용.

- 미시마 분 툰 기지 (제 17 경계 부대) : 2014년도 예산에서 J / FPS-7로 업데이트 예정.

- 우니 섬 분 툰 기지 (제 19 경계 부대)

- 下甑섬 분 툰 기지 (제 9 경계 부대) : 2006년까지 운용, 2008년말보다 J / FPS-5로 업데이트.

- 요자 다케 분 툰 기지 (제 56 경계 군) : 2009년까지 운용, 2011년말보다 J / FPS-5로 업데이트.

- 미야 코지마 분 툰 기지 (제 53 경계 부대) : 2013년도 예산에서 J / FPS-7로 업데이트 예정.

- 이오 지마 분 툰 기지 : 2012년 말 J / TPS-101보다 J / FPS-2로 업데이트.

## 같이 보기
- J/FPS-5
- SSPARS
- 보로네시 (레이다)
- 그린파인 레이다
- M3R 레이다